# Mehmed: Bir Cihan Fatihi
Mehmed: Bir Cihan Fatihi (срп. Мехмед: Освајач једног света) турска је телевизијска серија, снимана 2018.

## Радња
Серија прати живот најпознатијег османског султана — Мехмеда II Освајача. Његов долазак на власт, препреке које треба да пређе да би дошао на престо, сукоб са државницима и братом Орханом, и на крају — освајање славног византијског града Константинопоља. Али, до тог остварења Мехмедовог сна, многи ће му се наћи на путу. 

## Сезоне
| Сезона | Сезона | Број епизода (н) / (и)    | Приказивање у Турској           |
| ------ | ------ | ------------------------- | ------------------------------- |
|        | 1      | 6 / 18 (1 — 6) / (1 — 18) | 20. март 2018 — 1. мај 2018. () |

## Улоге
| Улога               | Глумац               | Опис                                                           |
| ------------------- | -------------------- | -------------------------------------------------------------- |
| Мехмед II Освајач   | Кенан Имирзалиоглу   | 7. османски султан.                                            |
| Чандарли Халил-паша | Четин Текиндор       | Османски велики везир. Због сукоба са Мехмедом, биће погубљен. |
| Делибаша            | Гуркан Ујгун         | Заштитник и пријатељ султана Мехмеда.                          |
| Елени               | Бушра Девели         | Ћерка Луке Нотараса                                            |
| Мелике              | Хазал Филиз Кучукосе | Ћерка Чандарли Халил-паше. Заљубљена је у султана Мехмеда.     |
| Константин XI       | Ертан Сабан          | Цар Византијског царства.                                      |
| Евдокија            | Фунда Ерјигит        | Лука Нотарас ју је послао да убије султана Мехмеда.            |
| Лејла Хатун         | Седеф Авџи           | Џарија Мехмедовог оца Мурата II.                               |
| Принц Орхан         | Исмаил Демирџи       | Османски принц. У савезу је са Византијом.                     |
| Димитрије Палеолог  | Сердар Орчин         | Морејски деспот. Брат цара Константина.                        |
| Теодора Асанина     | Топрак Саглам        | Супруга Димитрија Палеолога.                                   |
| Лука Нотарас        | Јавуз Сепетчи        | Византијски дворанин, дипломата и велики дукс.                 |